# Chaitophorus xizangensis
Chaitophorus xizangensis är en insektsart. Chaitophorus xizangensis ingår i släktet Chaitophorus och familjen långrörsbladlöss. Inga underarter finns listade i Catalogue of Life.